# Eerste Divisie 2021-2022 (football americano)
La Eerste Divisie 2021-2022 è la 20ª edizione del campionato olandese di football americano di secondo livello, organizzato dalla AFBN.

## Squadre partecipanti
| Club                      | Città         | Stadio | Sponsor ufficiale | Risultato nella stagione 2018 |
| ------------------------- | ------------- | ------ | ----------------- | ----------------------------- |
| Den Haag Raiders '99      | L'Aia         |        |                   |                               |
| Eindhoven Krakens         | Eindhoven     |        |                   |                               |
| Lightning Leiden          | Leida         |        |                   |                               |
| Maastricht Wildcats       | Maastricht    |        |                   |                               |
| Parrots American Football | Nimega/Alphen |        |                   |                               |
| Utrecht Dominators        | Utrecht       |        |                   |                               |
| West Frisian Outlawz      | Zwaag         |        |                   |                               |

## Stagione regolare

### Calendario

#### 1ª giornata
| 12 settembre 2021, ore 14:00 | Parrots American Football | 7 – 6 | Den Haag Raiders '99 |  |

| 12 settembre 2021, ore 14:00 | West Frisian Outlawz | 0 – 72 | Lightning Leiden |  |

#### 2ª giornata
| 26 settembre 2021, ore 14:00 | Utrecht Dominators | 44 – 0 | West Frisian Outlawz |  |

| 26 settembre 2021, ore 14:00 | Maastricht Wildcats | 0 – 62 | Lightning Leiden |  |

| 26 settembre 2021, ore 14:00 | Parrots American Football | 33 – 0 | Eindhoven Krakens |  |

#### 3ª giornata
| 17 ottobre 2021, ore 14:00 | Lightning Leiden | 38 – 6 | Parrots American Football |  |

| 17 ottobre 2021, ore 14:00 | Maastricht Wildcats | 26 – 46 | Den Haag Raiders '99 |  |

| 17 ottobre 2021, ore 14:00 | Eindhoven Krakens | 41 – 0 | West Frisian Outlawz |  |

#### 4ª giornata
| 24 ottobre 2021, ore 14:00 | Utrecht Dominators | 18 – 6 | Maastricht Wildcats |  |

#### 5ª giornata
| 14 novembre 2021, ore 14:00 | Eindhoven Krakens | 34 – 6 | Maastricht Wildcats |  |

| 14 novembre 2021, ore 14:00 | Den Haag Raiders '99 | 54 – 6 | West Frisian Outlawz |  |

| 14 novembre 2021, ore 14:00 | Parrots American Football | 13 – 14 | Utrecht Dominators |  |

#### 6ª giornata
| 20 febbraio 2022, ore 14:00 | Utrecht Dominators | 28 – 0 | Den Haag Raiders '99 |  |

| 20 febbraio 2022, ore 14:00 | Lightning Leiden | 20 – 0 (a tavolino) | Eindhoven Krakens |  |

| 20 febbraio 2022, ore 14:00 | West Frisian Outlawz | 0 – 47 | Parrots American Football |  |

#### 7ª giornata
| 6 marzo 2022, ore 14:00 | West Frisian Outlawz | 13 – 27 | Maastricht Wildcats |  |

| 6 marzo 2022, ore 14:00 | Lightning Leiden | 36 – 0 | Utrecht Dominators |  |

| 6 marzo 2022, ore 14:00 | Den Haag Raiders '99 | 20 – 0 (a tavolino) | Eindhoven Krakens |  |

#### 8ª giornata
| 27 marzo 2022, ore 14:00 | Den Haag Raiders '99 | 12 – 48 | Lightning Leiden |  |

| 27 marzo 2022, ore 14:00 | Eindhoven Krakens | 12 – 0 | Utrecht Dominators |  |

| 27 marzo 2022, ore 14:00 | Maastricht Wildcats | 0 – 28 | Parrots American Football |  |

#### 9ª giornata
| 17 aprile 2022, ore 14:00 | Lightning Leiden | – | Eindhoven Krakens |  |

| 17 aprile 2022, ore 14:00 | Utrecht Dominators | – | Maastricht Wildcats |  |

| 17 aprile 2022, ore 14:00 | Parrots American Football | – | Den Haag Raiders '99 |  |

#### 10ª giornata
| 8 maggio 2022, ore 14:00 | TBD | – | TBD |  |

| 8 maggio 2022, ore 14:00 | TBD | – | TBD |  |

| 8 maggio 2022, ore 14:00 | TBD | – | TBD |  |

#### 11ª giornata
| 29 maggio 2022, ore 14:00 | TBD | – | TBD |  |

| 29 maggio 2022, ore 14:00 | TBD | – | TBD |  |

| 29 maggio 2022, ore 14:00 | TBD | – | TBD |  |

### Classifica
La classifica della regular season è la seguente:
- PCT = percentuale di vittorie, G = partite giocate, V = partite vinte, P = partite perse, PF = punti fatti, PS = punti subiti

| Pos. | Squadra                   | PCT   | G | V | N | P | PF  | PS  |
| ---- | ------------------------- | ----- | - | - | - | - | --- | --- |
| 1    | Lightning Leiden          | 1.000 | 6 | 6 | 0 | 0 | 276 | 18  |
| 2    | Utrecht Dominators        | .667  | 6 | 4 | 0 | 2 | 104 | 67  |
| 3    | Parrots American Football | .667  | 6 | 4 | 0 | 2 | 134 | 58  |
| 4    | Den Haag Raiders '99      | .500  | 6 | 3 | 0 | 3 | 138 | 115 |
| 5    | Maastricht Wildcats       | .167  | 6 | 1 | 0 | 5 | 65  | 201 |
| 6    | Eindhoven Krakens         | .500  | 6 | 3 | 0 | 3 | 87  | 79  |
| 7    | West Frisian Outlawz      | .000  | 6 | 0 | 0 | 6 | 19  | 285 |

## Playoff

### Tabellone
|  | Semifinali | Semifinali | Semifinali |  |  | XX Runners-Up Bowl | XX Runners-Up Bowl | XX Runners-Up Bowl |  |
|  |            |            |            |  |  |                    |                    |                    |  |
|  | 1          | TBD        |            |  |  |                    |                    |                    |  |
|  | 1          | TBD        |            |  |  |                    |                    |                    |  |
|  | 4          | TBD        |            |  |  |                    |                    |                    |  |
|  | 4          | TBD        | TBD        |  |  |                    |                    |                    |  |
|  |            |            |            |  |  |                    |                    |                    |  |
|  |            |            | TBD        |  |  |                    |                    |                    |  |
|  | 2          | TBD        |            |  |  |                    |                    |                    |  |
|  | 2          | TBD        |            |  |  |                    |                    |                    |  |
|  | 3          | TBD        |            |  |  |                    |                    |                    |  |

### Semifinali
| 19 giugno 2022, ore 14:00 | TBD | – | TBD |  |

| 19 giugno 2022, ore 14:00 | TBD | – | TBD |  |

### XX Runners-Up Bowl
| 3 luglio 2022 | TBD | – | TBD |  |

## Verdetti
- TBD Vincitori del Runners-Up Bowl 2021-22